# Tlalocohyla smithii
Tlalocohyla smithii es una especie de anfibios de la familia Hylidae. Es endémica de México.
Sus hábitats naturales incluyen bosques tropicales o subtropicales secos, ríos intermitentes y marismas intermitentes de agua dulce. Está amenazada de extinción por la destrucción de su hábitat natural.